# Annabeth Gish
Annabeth Gish, właśc. Anne Elizabeth Gish (ur. 13 marca 1971 w Albuquerque) – amerykańska aktorka, głównie telewizyjna. Zadebiutowała w wieku lat 15. Od tamtej pory grywała dużo, ale wzrost popularności przyniosła jej dopiero w roku 2001, rola agentki FBI Moniki Reyes w serialu Z Archiwum X, gdzie występowała regularnie przez dwa ostatnie sezony. Wystąpiła też w drugim sezonie serialu Dawno, dawno temu jako Anita.